# Armagh (Pensilvânia)
Armagh é um distrito localizado no estado norte-americano de Pensilvânia, no Condado de Indiana.

## Demografia
Segundo o censo norte-americano de 2000, a sua população era de 131 habitantes. 
Em 2006, foi estimada uma população de 124, um decréscimo de 7 (-5.3%).

## Geografia
De acordo com o United States Census Bureau tem uma área de 
0,1 km², dos quais 0,1 km² cobertos por terra e 0,0 km² cobertos por água.

## Localidades na vizinhança
O diagrama seguinte representa as localidades num raio de 16 km ao redor de Armagh. 